# Nekrolog 1911
Nekrolog
◄◄
| ◄
| 1907
| 1908
| 1909
| 1910
| 1911 | 1912 | 1913 | 1914 | 1915 | ► | ►►
1. Quartal |
2. Quartal |
3. Quartal |
4. Quartal 
Weitere Ereignisse | Allgemeiner Nekrolog 1911
Die Beschreibung der verstorbenen Person sollte so kurz wie möglich gehalten sein und nur deren signifikante Tätigkeit(en) enthalten.
Neue Namen ggf. auch unter dem Geburts- und Sterbedatum, also etwa unter 1. Januar und im Geburts- und Sterbejahr (2024) eintragen (nur bei entsprechender großer Wichtigkeit). Für Beispiele siehe die schon vorhandenen Artikel.
Außerdem über die fünf zuletzt Verstorbenen, zu denen es einen ausreichend guten Artikel für eine Präsentation auf der Hauptseite gibt, nach der todesbedingten Überarbeitung der Artikel ggf. auch unter Wikipedia Diskussion:Hauptseite informieren und sie am besten auch in den anderen Wikipedia-Sprachversionen eintragen. Tipp: Regelmäßig bei news.google.de nach „ist tot“, „gestorben“ oder „verstorben“ suchen.
Wenn eine Person gestorben ist, gibt es viele Seiten zu dieser Person in der Wikipedia, die davon auch betroffen sind und entsprechend aktualisiert werden müssen. Beispiele: Namenübersichtsseite, Geburtsjahr, Geburtsort-Seiten und viele mehr.
Wie finde ich die betroffenen Seiten?
Im Suchfeld auf der linken Seite gibt man den Suchbegriff so ein: „Vorname Nachname“. Dann klickt man auf Volltext und alle Seiten mit entsprechendem Suchtext werden aufgerufen. Hier sieht man dann schnell, wo auch das Todesjahr Sinn macht oder sogar ein Teil des Artikels angepasst werden muss. Auch hilft das „Werkzeug“ auf der linken Seite sehr gut, um solche Seiten aufzufinden: „Links auf diese Seite“. Somit ist die Wikipedia wieder aktuell in allen Bereichen! Hinweis: bei Eintragung der Kategorie „Gestorben JAHR“ wird der Missbrauchsfilter 49 ausgelöst, was jedoch nicht schlimm ist. Siehe: Spezial:Missbrauchsfilter/49
Dies ist eine Liste von im Jahr 1911 verstorbenen bekannten Persönlichkeiten. Die Einträge erfolgen innerhalb der einzelnen Daten alphabetisch sortiert. Tiere sind im Nekrolog für Tiere zu finden.
Die Liste ist nach Quartalen aufgeteilt:
- Nekrolog 1. Quartal 1911: Januar, Februar und März
- Nekrolog 2. Quartal 1911: April, Mai und Juni
- Nekrolog 3. Quartal 1911: Juli, August und September
- Nekrolog 4. Quartal 1911: Oktober, November und Dezember

## Datum unbekannt
| Tag                       | Name                        | Beruf, bekannt als                                             | Alter | Beleg |
| ------------------------- | --------------------------- | -------------------------------------------------------------- | ----- | ----- |
|                           | Ernst Anders                | deutscher Porträt und Genremaler                               |       |       |
|                           | Aoki Shigeru                | japanischer Maler                                              |       |       |
|                           | Michael Arzt                | deutscher Unternehmer                                          |       |       |
|                           | Bernhard Breithaupt         | deutscher Verwaltungsjurist                                    |       |       |
|                           | Tomas Cabreira Junior       | portugiesischer dilettantischer Autor                          |       |       |
|                           | Crow Dog                    | Mitglied der Brulé, Mörder von Spotted Tail                    |       |       |
|                           | Ferdinand Custodis          | deutscher Bildhauer                                            |       |       |
|                           | Marc Delafontaine           | Schweizer Chemiker                                             |       |       |
|                           | Émile Eisman-Semenowsky     | französischer Maler polnischer Abstammung                      |       |       |
| 30. April oder Anfang Mai | Étienne-Louis Arthur Fallot | französischer Arzt                                             |       |       |
|                           | Joseph-Anténor Firmin       | haitianischer Anthropologie, Journalist und Politiker          |       |       |
|                           | Carl Fischer (Maler, 1818)  | deutscher Jurist und Maler                                     |       |       |
|                           | Louis Grandeau              | französischer Chemiker und Agronom                             |       |       |
|                           | Louis Hackethal             | deutscher Erfinder des Hackethaldraht                          |       |       |
|                           | Teddy Hale                  | britischer Radsportler                                         |       |       |
| Ende Mai / Anfang Juni    | Bernhard Hantzsch           | deutscher Lehrer, Ornithologe und Arktisforscher               |       |       |
|                           | Max Heymann                 | deutsch-englischer Musikdirektor und Dirigent                  |       |       |
|                           | Georg Hom                   | deutscher Bildnismaler                                         |       |       |
|                           | Jean Auguste Houzeau        | französischer Chemiker                                         |       |       |
|                           | Axel Friedrich von Howen    | deutsch-baltischer Bauingenieur und Architekt                  |       |       |
|                           | Michail Kalopothakis        | griechischer evangelischer Arzt und Gemeindeleiter             |       |       |
|                           | Adolf Kleimann              | deutscher Gärtnereibesitzer, Stadtrat und Ehrenbürger          |       |       |
|                           | Carl le Feubure             | bayerischer Maler                                              | 63/64 |       |
|                           | John Charles Melliss        | britischer Ingenieur und Naturforscher                         |       |       |
|                           | Wilhelm Michaëlis           | deutscher Chemiker                                             |       |       |
|                           | Carl Neldel                 | deutscher Opernsänger (Bass)                                   |       |       |
|                           | Petter Olsson               | schwedischer Unternehmer, Reichstagsmitglied und Konsul        |       |       |
|                           | Trupert Ortlieb             | deutscher Brauer                                               |       |       |
|                           | Isaac T. Parker             | US-amerikanischer Politiker                                    |       |       |
|                           | Elsie Paroubek              | böhmisch-amerikanisches Entführungs- und Mordopfer             |       |       |
|                           | Franz de Paula              | österreichischer Theaterschauspieler und -regisseur            |       |       |
|                           | Ludwig Petuel sen.          | Münchner Geschäftsmann                                         |       |       |
|                           | Leó Popper                  | ungarischer Maler, Komponist und Kunsthistoriker               |       |       |
|                           | Gustav Adolf Sabel          | deutscher Privatschulgründer                                   |       |       |
|                           | Ulrich Schoop               | Schweizer Kunstpädagoge und Kunstdidaktiker                    |       |       |
|                           | Franz Heinrich Schröter     | deutscher Jurist und Politiker, MdR                            |       |       |
|                           | Franz Friedrich Schulte     | deutscher Reichsgerichtsrat                                    |       |       |
|                           | Emanuel Semper              | deutscher Bildhauer                                            |       |       |
|                           | Ernesto Sprega              | italienischer Maler und Keramikkünstler                        |       |       |
|                           | Stephanus Jacobus du Toit   | südafrikanischer Geistlicher, Vorreiter des Afrikaans          |       |       |
|                           | Texas Jack Vermillion       | US-amerikanischer Revolverheld                                 |       |       |
|                           | Melchiorre Vidal            | spanischer Opernsänger (Tenor) und Gesangspädagoge             | ≈74   |       |
|                           | Albert Villaret             | deutscher Militärarzt                                          |       |       |
|                           | Wallace Wattles             | amerikanischer Schriftsteller im Bereich der Neugeist-Bewegung |       |       |
|                           | Zhao Erfeng                 | chinesischer Beamter                                           |       |       |
|                           | Xhemal Pascha Zogu          | Erblicher Gouverneur von Mat                                   |       |       |